# پدیده‌های انتقال (کتاب)
کتاب پدیده های انتقال(به انگلیسی: Transport Phenomena) نخستین کتاب درسی در زمینه پدیده های انتقال است که در سال ۱۹۶۰ میلادی و به طور ویژه برای دانشجویان مهندسی شیمی تالیف شد. مولفان این کتاب رابرت بایرون برد، وارن ای. استوارت و ادوین ان. لایتفوت هستند و انتشارات جان وایلی و پسران ناشر آن است.